# John J. McRae
John J. McRae (McFarlan, 1815. január 10. – Belizeváros, 1868. május 31.) az Amerikai Egyesült Államok szenátora (Mississippi, 1851–1852).